# Artur Fedoseev
Artwr Vïtaljevïç Fedosejev (Kazachs: Артур Витальевич Федосеев) (Semey, 29 januari 1994) is een Kazachs wielrenner die anno 2019 rijdt voor Shenzhen Xidesheng Cycling Team. In 2014 reed hij voor Continental Team Astana, de opleidingsploeg van de World Tour-formatie Astana. 

## Carrière
Op 25 november 2014 werd bekend dat Fedosejev in augustus van dat jaar, tijdens de Ronde van de Ain, een positieve test op het gebruik van anabole steroïden had afgeleverd. Dit was de laatste van in totaal vijf dopinggevallen bij Astana en haar opleidingsploeg in een paar maanden tijd. Eerder testten de broers Valentin en Maksim Iglinski, Ïlya Davïdenok en Viktor Okisjev al positief.
Fedosejev werd door de UCI voor twee jaar geschorst en al zijn resultaten sinds 15 maart 2014 werden geschrapt. In 2017 maakte hij zijn rentree namens RTS-Monton Racing Team. In de wegwedstrijd tijdens de nationale kampioenschappen werd hij dertiende.
In 2018 maakte Fedosejev de overstap naar Apple Team. In maart van dat jaar werd hij zevende in het eindklassement van de Ronde van Cartier en eindigde hij bovenaan het bergklassement. In 2019 wint hij het eind- en bergklassement in de Ronde van Fuzhou.

## Overwinningen
2018
Bergklassement Ronde van Cartier
2019
Eind- en bergklassement Ronde van Fuzhou

## Ploegen
- 2013 –  Continental Team Astana (stagiair vanaf 1-8)
- 2014 –  Continental Team Astana
- 2017 –  RTS-Monton Racing Team
- 2018 –  Apple Team
- 2019 –  Shenzhen Xidesheng Cycling Team

Axmetov · Ayazbajev · Benfatto · Bïjigitov · Davïdenok · Fedosejev · Gackïy · Galejev · Ïşanov · Koelimbetov · Majdos · Okïşev · Panassenko · Pernebekov · Qojatajev · Rive · Scartezzini · Semenov · Şemyakïn
Adïlov · Ayazbajev · Davïdenok · Fedosejev · Galejev · Gackïy · Gladïlïn · Gorbwşïn · Lavrentev · Lwkyanov · Rïve · Şşerbïnïn · Wsmanov · Zaycev · Zemlyakov